# Občina Apače
Občina Apače je ena od občin v Republiki Sloveniji in je najsevernejša občina na Štajerskem s središčem v Apačah. Na zahodu meji na občino Šentilj, na jugozahodu na občino Sveta Ana, na vzhodu na občino Gornja Radgona, na severu pa reka Mura predstavlja mejo z Republiko Avstrijo. Občina se nahaja 25 km severovzhodno od Maribora in 20 km zahodno od Murske Sobote. 
Župan občine je Andrej Steyer.

## Naselja v občini
- Apače
- Črnci
- Drobtinci
- Grabe
- Janhova
- Lešane
- Lutverci
- Mahovci
- Nasova
- Novi Vrh
- Plitvica
- Podgorje
- Pogled
- Segovci
- Spodnje Konjišče
- Stogovci
- Vratja vas
- Vratji Vrh
- Zgornje Konjišče
- Žepovci
- Žiberci